# Chamberet
Chamberet (Chambarèt en occitan) est une commune française située dans le département de la Corrèze en région Nouvelle-Aquitaine.

## Géographie

### Localisation
Cette commune du Massif central est située sur le plateau de Millevaches dans le parc naturel régional de Millevaches en Limousin, près de Treignac au nord de la Corrèze et limitrophe du département de la Haute-Vienne. Elle est proche du mont Gargan et des Monédières.

### Communes limitrophes
| Saint-Gilles-les-Forêts (Haute-Vienne), Surdoux (Haute-Vienne) | Domps (Haute-Vienne) | Eymoutiers (Haute-Vienne), L'Église-aux-Bois, Lacelle |
| La Croisille-sur-Briance (Haute-Vienne, par un quadripoint)    | Chamberet            | Saint-Hilaire-les-Courbes                             |
| Meilhards                                                      | Soudaine-Lavinadière | Treignac                                              |

### Hydrographie
La commune est arrosée par deux affluents de la Vézère : le Bradascou qui y prend sa source, et la Soudaine.

### Climat
Pour des articles plus généraux, voir Climat de la Nouvelle-Aquitaine et Climat de la Corrèze.
Historiquement, la commune est exposée à un climat montagnard.  
En 2020, Météo-France publie une typologie des climats de la France métropolitaine dans laquelle la commune est exposée à un climat de montagne et est dans la région climatique  Ouest et nord-ouest du Massif Central, caractérisée par une pluviométrie annuelle de 900 à 1 500 mm, maximale en automne et en hiver.
Pour la période 1971-2000, la température annuelle moyenne est de 10,8 °C, avec une amplitude thermique annuelle de 14,9 °C. Le cumul annuel moyen de précipitations est de 1 237 mm, avec 14 jours de précipitations en janvier et 8,2 jours en juillet. Pour la période 1991-2020, la température moyenne annuelle observée sur la station météorologique la plus proche, située sur la commune d'Uzerche à 21 km à vol d'oiseau, est de 12,1 °C et le cumul annuel moyen de précipitations est de 1 097,9 mm,. Pour l'avenir, les paramètres climatiques de la commune estimés pour 2050 selon différents scénarios d'émission de gaz à effet de serre sont consultables sur un site dédié publié par Météo-France en novembre 2022.

## Urbanisme

### Typologie
Au 1er janvier 2024, Chamberet est catégorisée commune rurale à habitat dispersé, selon la nouvelle grille communale de densité à 7 niveaux définie par l'Insee en 2022.
Elle est située hors unité urbaine et hors attraction des villes,.

### Occupation des sols
L'occupation des sols de la commune, telle qu'elle ressort de la base de données européenne d’occupation biophysique des sols Corine Land Cover (CLC), est marquée par l'importance des territoires agricoles (57,5 % en 2018), en augmentation par rapport à 1990 (55,9 %). La répartition détaillée en 2018 est la suivante : 
prairies (46,7 %), forêts (37,5 %), zones agricoles hétérogènes (10,8 %), milieux à végétation arbustive et/ou herbacée (2,4 %), zones urbanisées (2,1 %), espaces verts artificialisés, non agricoles (0,4 %).
L'évolution de l’occupation des sols de la commune et de ses infrastructures peut être observée sur les différentes représentations cartographiques du territoire : la carte de Cassini (XVIIIe siècle), la carte d'état-major (1820-1866) et les cartes ou photos aériennes de l'IGN pour la période actuelle (1950 à aujourd'hui).

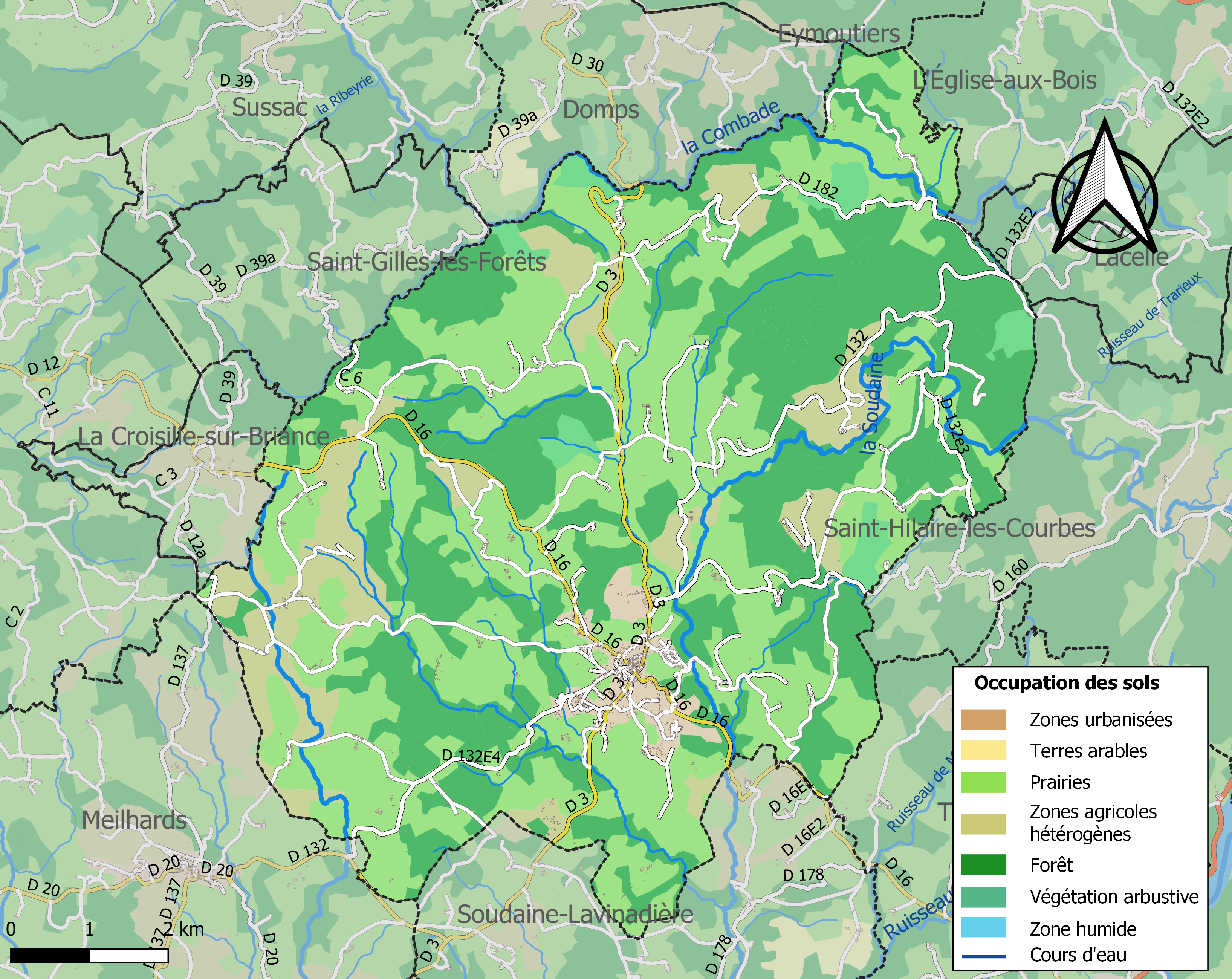
Carte des infrastructures et de l'occupation des sols de la commune en 2018 (CLC).

### Transport routier
- Réseau Réseau interurbain de la Corrèze

### Risques majeurs
Le territoire de la commune de Chamberet est vulnérable à différents aléas naturels : météorologiques (tempête, orage, neige, grand froid, canicule ou sécheresse), feux de forêts et séisme (sismicité très faible). Il est également exposé à un risque particulier : le risque de radon. Un site publié par le BRGM permet d'évaluer simplement et rapidement les risques d'un bien localisé soit par son adresse soit par le numéro de sa parcelle.

#### Risques naturels

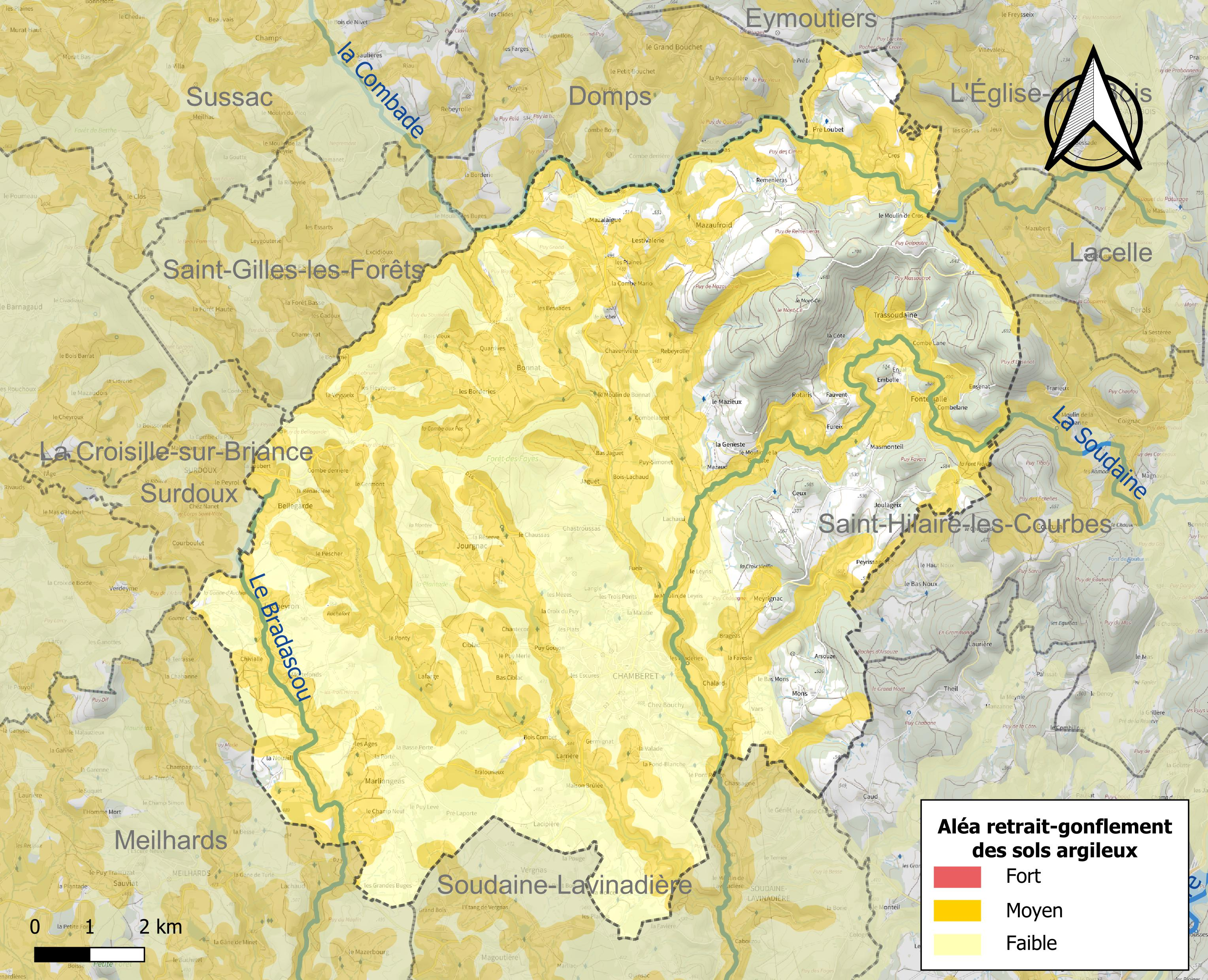
Carte des zones d'aléa retrait-gonflement des sols argileux de Chamberet.

Le retrait-gonflement des sols argileux est susceptible d'engendrer des dommages importants aux bâtiments en cas d’alternance de périodes de sécheresse et de pluie. 47,5 % de la superficie communale est en aléa moyen ou fort (26,8 % au niveau départemental et 48,5 % au niveau national). Sur les 1 002 bâtiments dénombrés sur la commune en 2019,  239 sont en aléa moyen ou fort, soit 24 %, à comparer aux 36 % au niveau départemental et 54 % au niveau national. Une cartographie de l'exposition du territoire national au retrait gonflement des sols argileux est disponible sur le site du BRGM,.
Concernant les feux de forêt, aucun plan de prévention des risques incendie de forêt (PPRIF) n’a été établi en Corrèze, néanmoins le code de l’urbanisme impose la prise en compte des risques dans les documents d’urbanisme. Le périmètre des servitudes d'utilité publique et des zones d'obligation légale de débroussaillement pour les particuliers est quant à lui défini pour la commune dans une carte dédiée. 

#### Risque particulier
Dans plusieurs parties du territoire national, le radon, accumulé dans certains logements ou autres locaux, peut constituer une source significative d’exposition de la population aux rayonnements ionisants. Certaines communes du département sont concernées par le risque radon à un niveau plus ou moins élevé. Selon la classification de 2018, la commune de Chamberet est classée en zone 3, à savoir zone à potentiel radon significatif. 

## Histoire
Le nom de Chamberet apparaît pour la première fois en 930, lors de l'arrivée des reliques de saint Dulcet qui marque la création du bourg.
La châtellenie de Chamberet était une possession des Comborn-Treignac .
Georges Guingouin commandant les FFI en Haute-Vienne surnommé « le préfet du maquis » réussit, malgré les disparités entre réseaux (AS et FTP), à constituer un grand maquis entre Châteauneuf-la-Forêt et Chamberet. Dans cette zone, il dispose de terrains propices aux parachutages et de camps.

## Politique et administration

### Liste des maires
| Période         | Période         | Identité                                    | Étiquette    | Qualité                                                                                         |
| --------------- | --------------- | ------------------------------------------- | ------------ | ----------------------------------------------------------------------------------------------- |
| mai 1945        | mars 1965       | René Chaumeil                               | PCF          | Marbrier/tailleur de pierre conseiller général du canton de Treignac (1937-1940) et (1945-1979) |
| mars 1965       | mars 2001       | Raymond Nicaud                              | UDR puis RPR | Médecin Chevalier de l’Ordre National du Mérite                                                 |
| mars 2001       | 24 juillet 2017 | Daniel Chasseing                            | UMP puis UDI | Médecin Sénateur de la Corrèze, conseiller général de la Corrèze                                |
| 24 juillet 2017 | en cours        | Bernard Rual Réélu pour le mandat 2020-2026 | UDI          | Fonctionnaire                                                                                   |

### Politique de développement durable
La commune a engagé une politique de développement durable en lançant une démarche d'Agenda 21 en 2009.

### Politique environnementale
Dans son palmarès 2024, le Conseil national de villes et villages fleuris de France a attribué deux fleurs à la commune.

## Démographie
| 1793  | 1800  | 1806  | 1821  | 1831  | 1836  | 1841  | 1846  | 1851  |
| ----- | ----- | ----- | ----- | ----- | ----- | ----- | ----- | ----- |
| 2 215 | 2 465 | 2 394 | 2 686 | 2 656 | 2 827 | 2 848 | 2 958 | 2 633 |

| 1856  | 1861  | 1866  | 1872  | 1876  | 1881  | 1886  | 1891  | 1896  |
| ----- | ----- | ----- | ----- | ----- | ----- | ----- | ----- | ----- |
| 2 596 | 2 841 | 2 864 | 2 798 | 2 946 | 3 026 | 3 189 | 3 279 | 3 406 |

| 1901  | 1906  | 1911  | 1921  | 1926  | 1931  | 1936  | 1946  | 1954  |
| ----- | ----- | ----- | ----- | ----- | ----- | ----- | ----- | ----- |
| 3 401 | 3 416 | 3 308 | 3 054 | 2 544 | 2 643 | 2 517 | 2 173 | 1 803 |

| 1962  | 1968  | 1975  | 1982  | 1990  | 1999  | 2006  | 2007  | 2012  |
| ----- | ----- | ----- | ----- | ----- | ----- | ----- | ----- | ----- |
| 1 673 | 1 413 | 1 415 | 1 470 | 1 376 | 1 304 | 1 319 | 1 319 | 1 342 |

| 2017  | 2022  | - | - | - | - | - | - | - |
| ----- | ----- | - | - | - | - | - | - | - |
| 1 372 | 1 422 | - | - | - | - | - | - | - |

## Économie
L’économie de la commune est tournée vers le tourisme, avec un hôtel, des restaurants, un camping, sept gîtes, un village « espace nature », une piscine municipale, un arboretum, un parc acrobatique en hauteur, des activités nature (golf, courses d'orientation...), des roulottes et des chalets découvertes. Il s'y trouve également une station de recherches publiques sur les chevaux, la station expérimentale de Chamberet, gérée par l'Institut français du cheval et de l'équitation (IFCE).

## Lieux et monuments
L’église Saint-Dulcet (église paroissiale) date du XIIe siècle. Elle a été restaurée à différentes époques à la suite de divers incendies et autres catastrophes.
- Au Xe siècle, l'église et les maisons étaient en bois, ce n'est que de 1127 à 1137[29] que l'église actuelle fut construite par les moines d'Uzerche et les Comborn[30].
- Les reliques de saint Dulcet, furent transportées à Chamberet afin qu'elles échappent aux bandes de Normands qui mettaient l'Aquitaine à feu et à sang au XIIe siècle[31].
- Le clocher, détruit pendant les guerres de Religion, a été reconstruit en 1660.
- Frappée par la foudre au matin de Noël 1818[32], l'effondrement du clocher provoqua trois morts pendant l'office.
- En 1881 (le 29 juillet), le feu venant d'une boulangerie voisine causa la perte de la sacristie alors couverte de bardeaux de bois.
- L'église a été restaurée à la fin du XIXe siècle[33].

Sous le porche, il y a une pierre tombale médiévale dressée comme une croix
Depuis le 25 juin 1981, sont classés aux monuments historiques, dans l'église de Chamberet, les éléments suivants :
- la grande châsse émaillée du XIIIe siècle, représentant la mise au tombeau de saint Dulcet
- le bras reliquaire en cuivre du XIVe siècle

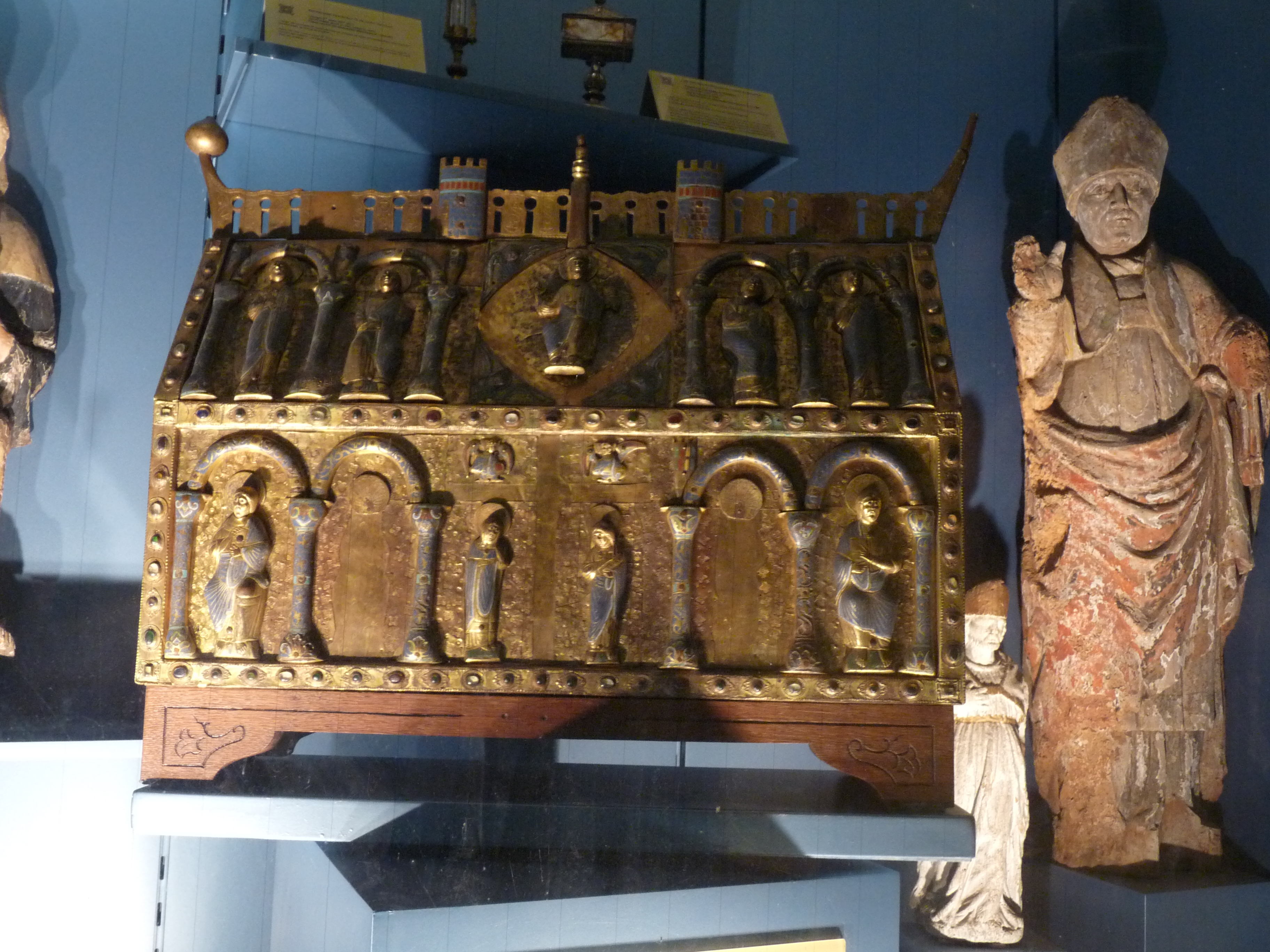
Chasse de Saint Dulcet, une face
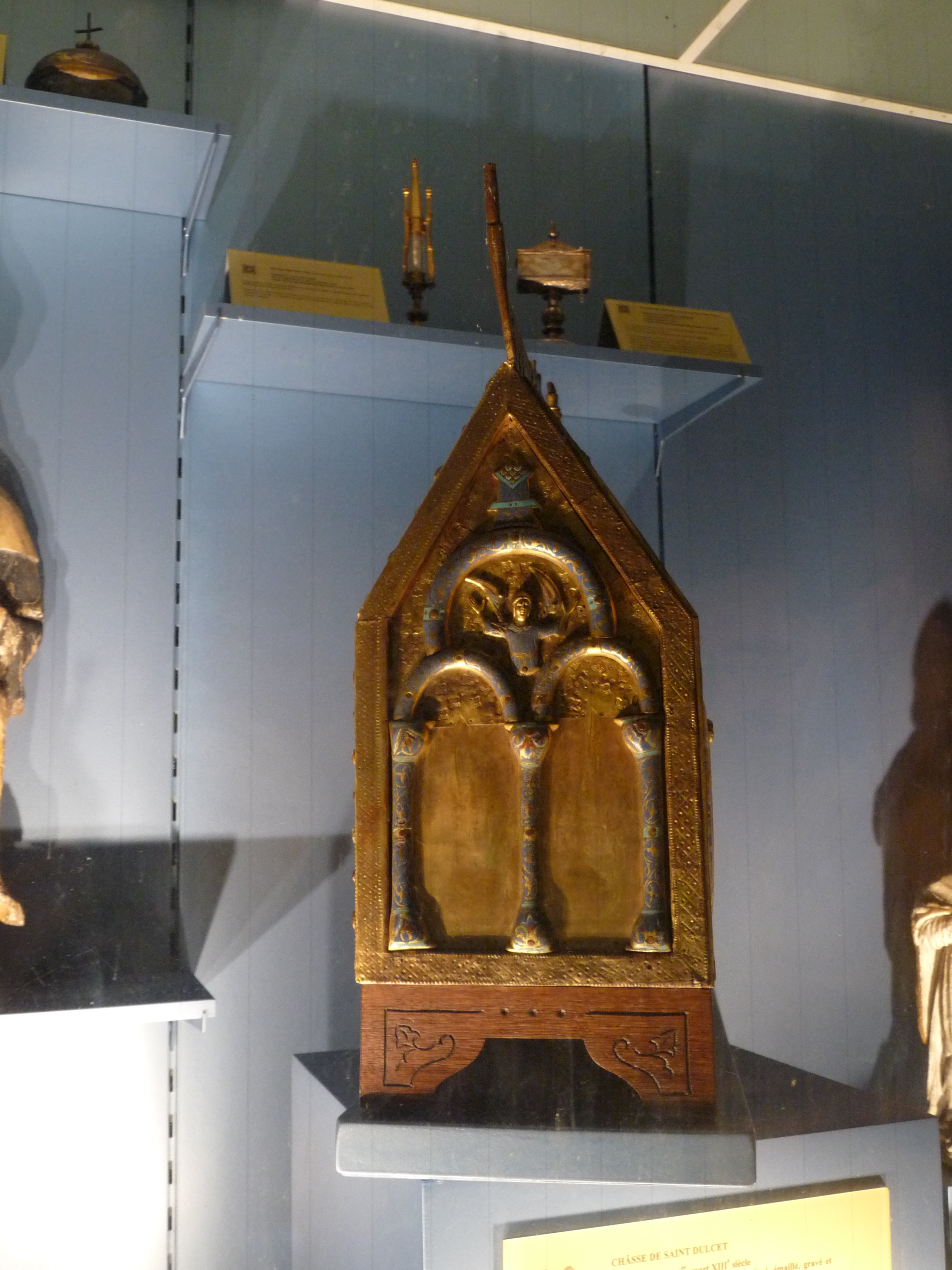
Chasse de Saint Dulcet, un profil
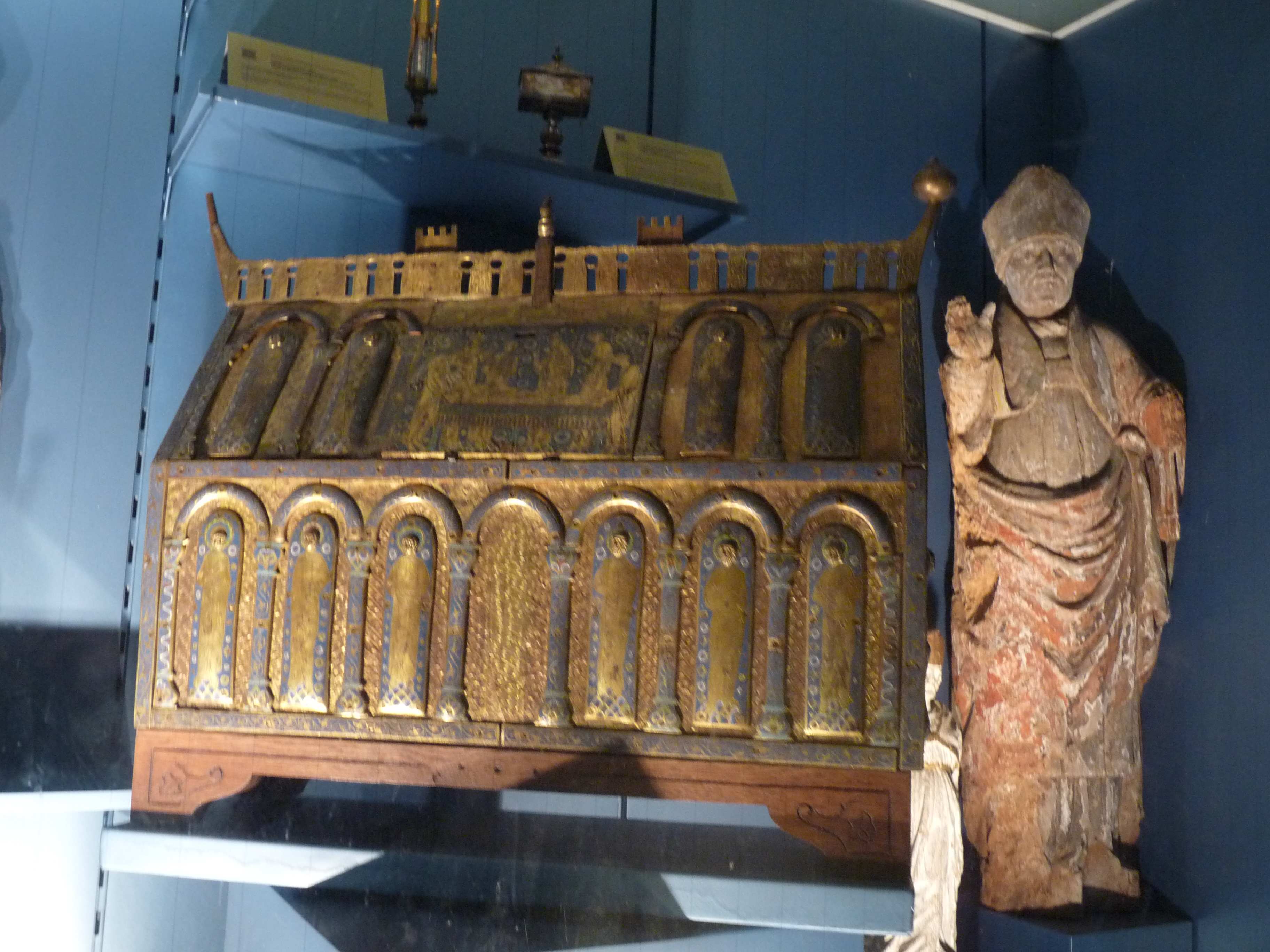
Chasse de Saint Dulcet, autre face
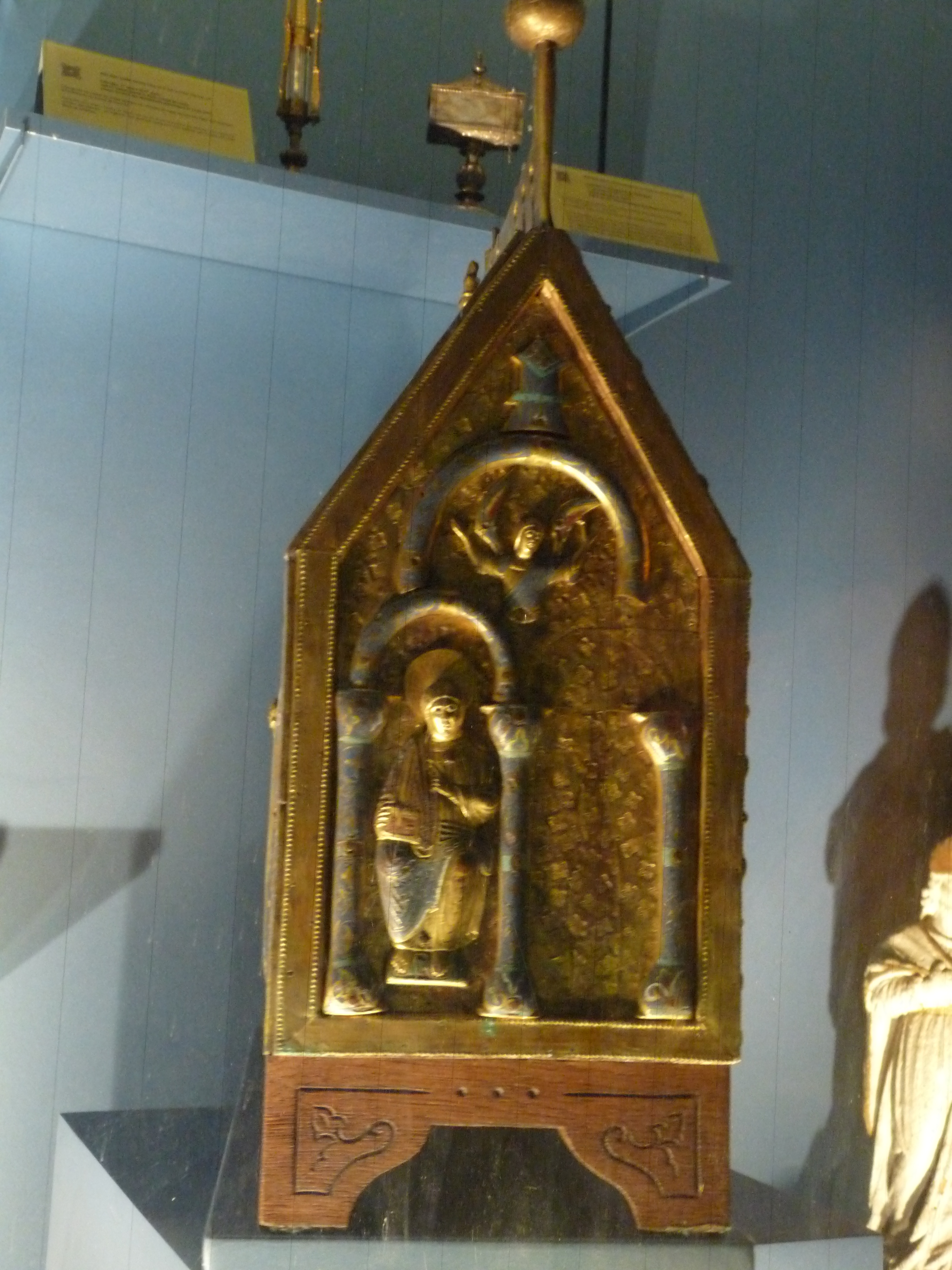
Chasse de Saint Dulcet, autre profil
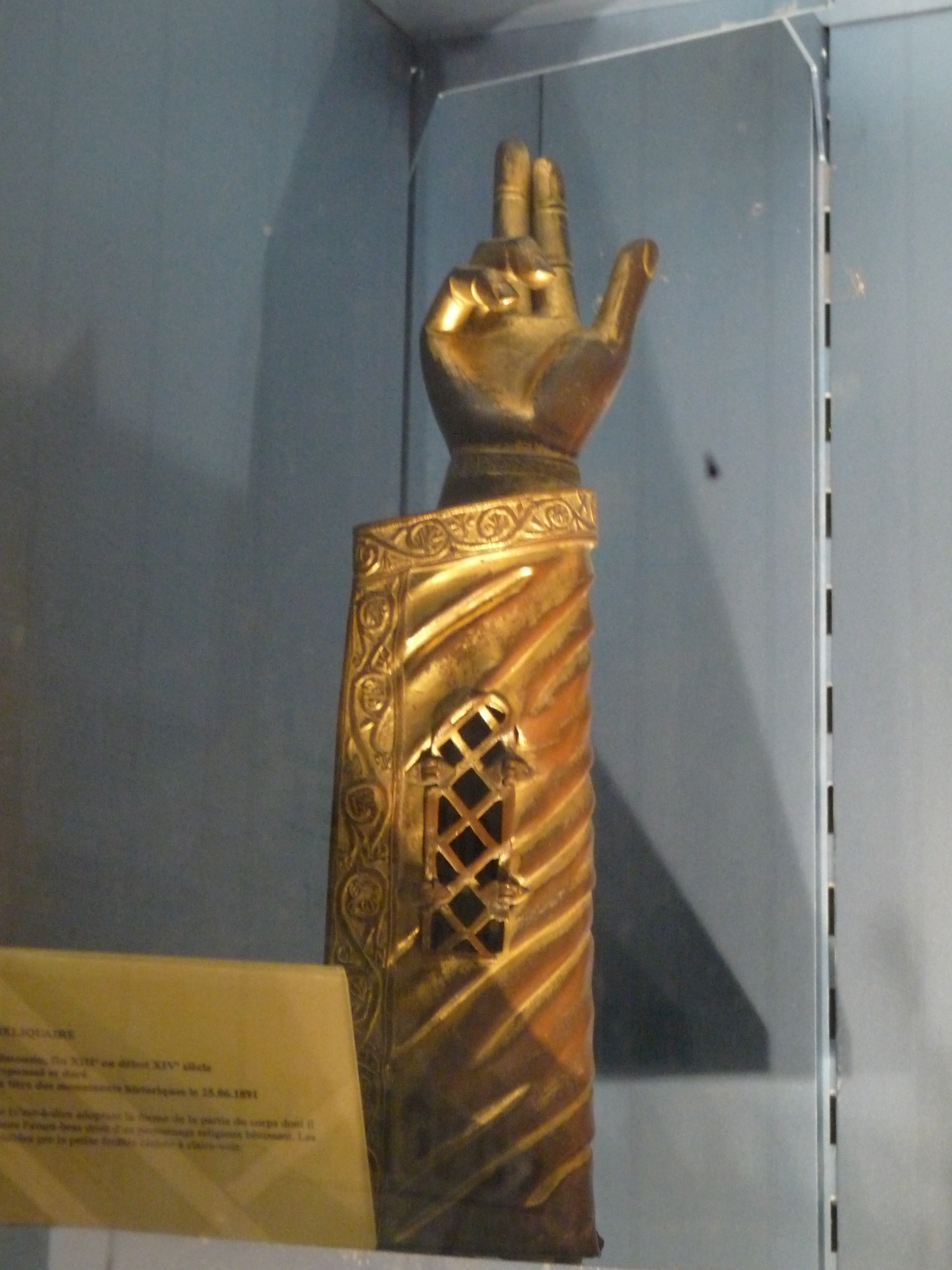
bras reliquaire

Autres monuments :
- borne fontaine, datée de la deuxième moitié du ou du début du XIXe siècle ;
- château d'Enval, construit du XVIIe au XIXe siècle, inscrit avec son parc paysager de la fin du XIXe à l’Inventaire supplémentaire des monuments historiques le 29 mai 1991[34] ;
- chapelle Saint-Dulcet (peut-être du XVIIIe siècle, restaurée en 1827[35]) ;
- chapelle Saint-Nicolas (reconstruite en 1827, elle existait au XIe siècle[36])
- l’ancien presbytère était installé dans un manoir de la deuxième moitié du XVIe siècle, et a été restauré à la fin du XIXe siècle[37]

La Maison de l'Arbre s'enracine dans le tourisme régional et sensibilise le public autour de trois thèmes : les tourbières, le rôle des champignons dans l'écosystème forestier et, une étude approfondie de ce qu'est un lichen.
L’arboretum est constitué d'une collection de 105 espèces différentes, d'un fructicetum, d'une collection de plantes aquatiques, d'une bambouseraie, d'un étang, d’une pommeraie constituée exclusivement de variétés locales, dont la reinette brune museau de lièvre de la Corrèze et la pomme reinette dorée rouge des vergnes sainte germaine.
Au nord-est de la commune, le mont Ceix est connu pour les ruines de son village, sa chapelle et ses fontaines à dévotion.

## Personnalités liées à la commune
- Zina Morhange (1909-1987), médecin et résistante, déportée à Auschwitz et survivante de ce camp d'extermination.
- Marcelle Delpastre (1925-1998), ou Marcela Delpastre en occitan, poétesse française et occitane.
- Daniel Chasseing (1945-), homme politique, ancien maire de la commune, élu sénateur de la Corrèze en 2014.

## Héraldique
| Blason de Chamberet | Blason  | Parti : au 1er coupé au I d'or à deux lions léopardés de gueules, au II de sable au lion d'or, au 2e fascé d'argent et de gueules à six pièces, les fasces d'argent chargées chacune de trois mouchetures d'hermine de sable. |
| Blason de Chamberet | Détails | Le statut officiel du blason reste à déterminer. |

## Vie locale

### Événements et manifestations
- Le Festival d'accordéon de Chamberet organisé chaque année en octobre pendant cinq jours et qui regroupe près de 5000 festivaliers.
- Le quarante-deuxième Tour du Limousin traversa la commune, le mardi 18 août 2009, lors de la première étape : Limoges - Ussel.